# Merinotus filicaudis
Merinotus filicaudis är en stekelart som först beskrevs av Szepligeti 1911.  Merinotus filicaudis ingår i släktet Merinotus och familjen bracksteklar. Inga underarter finns listade i Catalogue of Life.